# Lista papilor (reprezentare grafică)

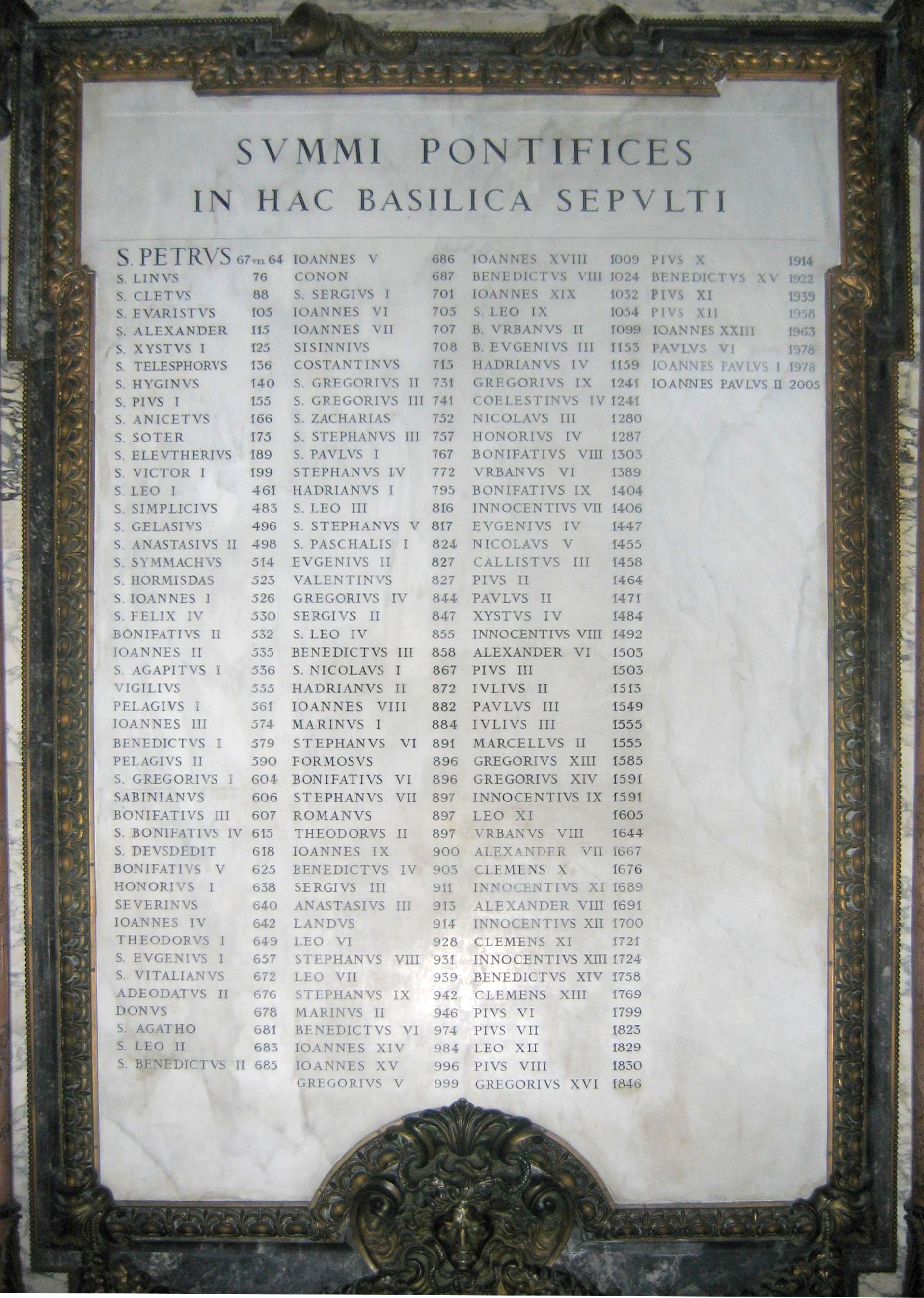
Papi îngropați la Bazilica Sfântului Petru

Aceasta este lista papilor Bisericii Romano-Catolice, redată prin intermediul unei reprezentări grafice.
Deși termenul „Papă” (latină: papa - tată) este folosit în mai multe biserici pentru a remarca înalții lor lideri spiritual, în accepțiunea engleză acest titlu se referă în general la capul suprem al Bisericii Romano-Catolice. Titlul însuși a fost folosit oficial de către capul Bisericii Romano-Catolice de la domnia Papei Siricius.
Nu există nicio listă oficială de papi, dar Annuario pontificio, publicat anual de către Vatican, conține o listă care este în general considerată a fi cea mai autorizată. Conform acesteia, au existat 265 de papi. O persoană aleasă în 752 însă decedată la trei zile după a fost adăugată acestei liste sub Ștefan al II-lea, însă a fost șters din ediția din anul 1961. Unele liste încă îl consideră valid, fără nici o justificare. Aceasta ar forma o listă de 266 de papi, dar alte alegeri ale Annuario pontificio sunt, de asemenea, discutabile.
Suveranul Pontif poartă următoarele titluri, în ordinea lor: Episcop al Romei, Vicar al lui Isus Cristos, Succesor al Sfântului Petru, Prinț al Apostolilor, Pontif Suprem al Bisericii Universale, Patriarh al Occidentului, Primat al Italiei, Arhiepiscop și Mitropolit al Provinciei Romane și "Servus Servorum Dei" (Servitorul Servitorilor lui Dumnezeu).

## Descriere grafică a domniilor papale
Antipapii sunt marcați în roșu.